# Yrrhapta striata
Yrrhapta striata är en insektsart som beskrevs av Sjöstedt 1921. Yrrhapta striata ingår i släktet Yrrhapta och familjen gräshoppor. Inga underarter finns listade i Catalogue of Life.